# N17 (Demokratische Republik Kongo)
Die N-17 ist eine Fernstraße in der Demokratischen Republik Kongo, die in Mongati an der Ausfahrt der N1 beginnt und in Bagata endet. Sie ist 372 Kilometer lang.